# Alcatrazz
Alcatrazz foi uma banda de heavy metal formada em 1983 em Los Angeles pelo vocalista Graham Bonnet (ex-vocalista do Rainbow), o tecladista Jimmy Waldo e baixista Gary Shea.
Ela é notória por ter tido em seu line-up dois dos maiores guitarristas de todos os tempos; Yngwie Malmsteen e Steve Vai.

## Histórico

### Início
No início dos anos 80, o vocalista Graham Bonnet, ex-vocalista da banda Rainbow, após sua conturbada saída da banda durante as gravações do álbum “Difficult to Cure”, idealizou um novo projeto: formar uma banda que tocasse um hard rock muito semelhante ao tempos áueros do Rainbow. A ideia era recuperar a veia mais pesada que o Rainbow abandonara desde a saída de Ronnie James Dio, no início de 1979.
O primeiro a ser recrutado foi nada menos que Yngwie Malmsteen, que havia acabado de abandonar sua antiga banda (Steeler) e não relutou em aceitar o convite do ex-vocalista do Rainbow, uma banda de que Yngwie era fã confesso, já que é notório que a principal influência de Malmsteen sempre foi Ritchie Blackmore, que era guitarrista do Rainbow.
A formação inicial da banda contou, além dos 2, com o tecladista Jimmy Waldo e com o baixista Gary Shea, ambos ex-banda New England, e com o baterista Clive Burr, ex-Iron maiden. Clive Burr, porém, ficou na banda apenas algumas semanas (ele descobriu que a banda se radicaria nos EUA, e não na Inglaterra, que era sua terra), e foi substituído por Jan Uvena (ex-Iron Butterfly). A maioria das músicas desta época foi escrita por Malmsteen e Bonnet, com Waldo em algumas faixas.

### Primeiro álbum, brigas e saída de Malmsteen
O primeiro álbum da banda, No Parole from Rock 'n' Roll, foi lançado em 1983, com o selo Rocshire Records. O disco foi bem recebido pela crítica, já que contava com músicos extremamente técnicos. Deste álbum, o single "Island In The Sun" foi bastante executado na MTV. Além dela, "Hiroshima Mon Amour" tornou-se bastante popular no Japão. Por conta disso, o álbum ficou durante sete semanas nas paradas da Billboard (alcançou a posição 128) e foi um sucesso de vendas, principalmente no Japão.
Durante a turnê de divulgação deste disco, era nítido que a energia dos shows não era contida e vazava para os bastidores, com as imensas brigas entre Bonnet e Malmsteen, e entre este e Waldo. Estava claro que o sueco era insuportável e que não se conformava em dividir a atenção no palco. Para se ter uma ideia, segundo o próprio Malmsteen, sua relação profissional com a banda terminou com ele e Bonnet tendo uma briga no palco depois que o vocalista supostamente mexeu com os amplificadores da guitarra de Malmsteen durante um solo na música "Since You've Been Gone" em um show em Oklahoma. Isso resultou em Malmsteen gritando e discutindo com Bonnet, Bonnet cutucando Malmsteen no estômago com sua base de microfone e, finalmente, com Malmsteen dando um soco em Bonnet, tudo isso acontecendo durante o show.
Alegando o desejo de iniciar uma carreira solo, Malmsteen abandonou o grupo em 1984.
A passagem de Malmsteen pela banda foi tumultuada e rápida, porém boa o suficiente para ser apresentado ao mundo como a resposta europeia a Eddie Van Halen em termos de virtuosismo e velocidade.
Logo após a saída de Malmsteen, a gravadora Rocshire Records lançou o álbum Live Sentence, mesmo com Malmsteen tentando judicialmente impedir seu lançamento.

### Capitol Records,Steve Vaie o segundo álbum
Para o lugar do Malmsteen, Waldo trouxe o ainda iniciante, porém promissor guitarrista Steve Vai, que estava tornando-se notório por seu trabalho com Frank Zappa, mesmo contra a vontade de Bonnet. Foi após acertar com Vai que a banda assinou com a gravadora Capitol Records. É com este selo que o segundo álbum de estúdio da banda, intitulado Disturbing the Peace, é lançado.
O álbum teve uma melhor divulgação em relação aos anteriores, mas a mídia já começava a pegar no pé, pois achava fraco o conteúdo das letras de Graham, que nunca fora um grande compositor. Apesar disso, o álbum teve uma boa receptividade, e a performance de Steve Vai nos shows, não deixando órfãos os fãs de Malmsteen, demonstram que ele caiu como uma luva. Porém, ele logo se desencantaria com aquilo que considerava “hard rock insosso”, e com a rabugice de Bonnet, bem mais velho do que os outros músicos. Por isso, um ano após o lançamento de Disturbing the Peace, Vai deixa a banda para se juntar ao grupo de David Lee Roth.
Sobre sua participação na banda, Vai disse em entrevista que, hoje, se delicia com essa estória, pois na época, ele só teve um dia para aprender todo o set-list para o primeiro show com a banda. Eram três apresentações que eles tinham que fazer, e o primeiro foi em Riverside, California, e ninguém na platéia sabia que Malmsteen não estava mais na banda, e a maioria das pessoas na platéia foram para ver o Malmsteen. Ele informou que ainda se lembra dele se aproximar do palco e ouvir todo o público gritando o nome de Malmsteen (até hoje, Vai possui uma fita com a reação do público, segundo ele, “hilariante”).

### Terceiro álbum e encerramento das atividades
Vai foi substituído pelo guitarrista Danny Johnson (ex-Axis e Alice Cooper), que gravou aquele que seria o último álbum da banda: Dangerous Games, lançado em 1986.
Este álbum dividiu opiniões. Se por um lado Graham parecia evoluir, pelo outro o guitarrista Danny Johnson tentava, mas não conseguia nem fazer sombra aos guitarristas que haviam passado pela banda.
Como o álbum não teve uma boa repercussão, a banda encerrou as atividades em 1987, pois estava deixando de ser um negócio lucrativo. Pouco antes, Danny Johnson ainda chegou a deixar o Alcatrazz para entrar na banda Private Life.

### Acontecimentos pós-fim da banda
Em 1998, a gravadora Renaissance Records lançou a coletânea The Best Of Alcatrazz.
Em 11 de Dezembro de 2001, Steve Vai lançou um trabalho bem ousado, intitulado “The Secret Jewel Box”, que é uma caixa-box contendo três CDs: um deles sendo “Disturbing the Peace”, totalmente remasterizado. Foram feitas apenas 10.000 caixas. O box set também veio com três das palhetas do guitarrista.
Em 2002, o nome da banda volta a tona por conta da música "God Blessed Video", que fez parte da trilha-sonora do jogo-eletrônico Grand Theft Auto: Vice City (ela é uma das faixas que são tocadas na rádio "V-Rock station").

### Retorno as atividades
Em 2007, Graham Bonnet reformou a banda trocando todos os membros — incluindo o guitarrista Howie Simon, o baterista Glen Sobel e o baixista Tim Luce — e excursionou pelo Japão sob o título de Alcatrazz featuring Graham Bonnet, em maio e junho de 2007 . Esta turnê também contou com a presença do vocalista Joe Lynn Turner, também ex-vocalista do Rainbow. Em Julho de 2008, a banda tocou no "BerkRock festival", em Berkovitsa, Bulgaria. No resto do ano, a banda excursionou pelos Estados Unidos, sempre abrindo os shows da banda Y&T.
Enquanto isso, Jimmy Waldo, Gary Shea e Jan Uvena juntaram-se numa outra formação do Alcatrazz (chamada por eles de "The Real Alcatrazz") com o guitarrista Stig Mathisen. O projeto, embora sem vocalista, tem sua página no MySpace . Waldo, Shea e Uvena entraram com processo contra Bonnet pelo uso do nome "Alcatrazz" porque, de acordo com eles, o uso viola seus direitos de propriedade intelectual. Ainda de acordo com eles, ninguém tem propriedade exclusiva sobre o nome.

### Relançamento dos álbuns
Em outubro de 2011, a gravadora "The Store For Music" anunciou o relançamento de quarto álbuns da banda. No Parole from Rock 'n' Roll, Live Sentence, Disturbing the Peace e Dangerous Games voltaram às lojas com suas artes de capa originais. Completam o pacote bônus em áudio e vídeo retirados dos arquivos pessoais de Graham Bonnet.

## Integrantes
| - Graham Bonnet – vocal (1983-1987, 2007-presente) - Tim Luce – baixo (2007-presente) - Howie Simon – guitarra (2007-presente) - Jeff Bowders – bateria (2010-presente) - Bobby Rock – bateria (2011-presente) | Ex-integrantes - Gary Shea – baixo (1983-1987) - Clive Burr – bateria (1983) - Jan Uvena – bateria (1983-1987) - Yngwie J. Malmsteen – guitarra (1983-1984) - Jimmy Waldo – teclado (1983-1987) - Steve Vai – guitarra (1984-1986) - Danny Johnson – guitarra (1986-1987) - Glen Sobel – bateria (2007-2009) - Dave Dzialak – bateria (2009-2010) |

## Discografia

### Álbuns de estúdio
| Data | Álbum                        | Selo     | Desempenho nas paradas musicais |
| 1983 | No Parole from Rock 'n' Roll | Rocshire | #128                            |
| 1985 | Disturbing the Peace         | Capitol  | #145                            |
| 1986 | Dangerous Games              | Capitol  |                                 |

### Álbuns ao vivo
| Data | Álbum                                                     | Selo         | Desempenho nas paradas musicais |
| 1984 | Live Sentence                                             | Rocshire     | #133                            |
| 2010 | Live '83                                                  | Deadline     |                                 |
| 2010 | No Parole from Rock 'n' Roll Tour Live in Japan 1984.1.28 | Ward Records |                                 |
| 2010 | Disturbing the Peace Tour Live in Japan 1984.10.10        | Ward Records |                                 |

### Coletâneas
| Data | Álbum                                | Selo            | Desempenho nas paradas musicais |
| 1998 | The Best of Alcatrazz                | Renaissance     | －                              |
| 2016 | The Ultimate Fortress Rock Set (box) | Store For Music | －                              |

### Singles
| Data | Single                   | Selo     | Álbum                        |
| 1984 | Island in the Sun        | Rocshire | No Parole from Rock 'n' Roll |
| 1985 | Will You Be Home Tonight | Capitol  | Disturbing the Peace         |
| 1985 | God Blessed Video        | Capitol  | Disturbing the Peace         |
| 1986 | Dangerous Games          | Capitol  | Dangerous Games              |
| 1986 | It's My Life             | Capitol  | Dangerous Games              |
| 1986 | Undercover               | Capitol  | Dangerous Games              |